# 牧野村 (大阪府)
牧野村（まきのむら）は、大阪府北河内郡にあった村。現在の枚方市の北部、京阪本線御殿山駅・牧野駅の周辺にあたる。

## 地理
- 河川：淀川、船橋川、穂谷川、天野川

## 歴史
- 1889年（明治22年）4月1日 - 町村制の施行により、交野郡渚村・禁野村・磯島村・小倉村・坂村・宇山村・養父村・上島村・下島村の区域をもって発足。
- 1896年（明治29年）4月1日 - 所属郡が北河内郡に変更。
- 1935年（昭和10年）2月11日 - 招提村と合併して殿山町が発足。同日牧野村廃止。

## 交通

### 鉄道路線
- 京阪電気鉄道
  - 京阪本線
    - 御殿山駅 - 牧野村坂駅（1910年のみ） - 牧野駅

### 道路
- 京街道

## 名所・旧跡・観光スポット・祭事・催事
- 禁野火薬庫
- 禁野車塚古墳
- 牧野車塚古墳